# Grafelijkheidsduinen

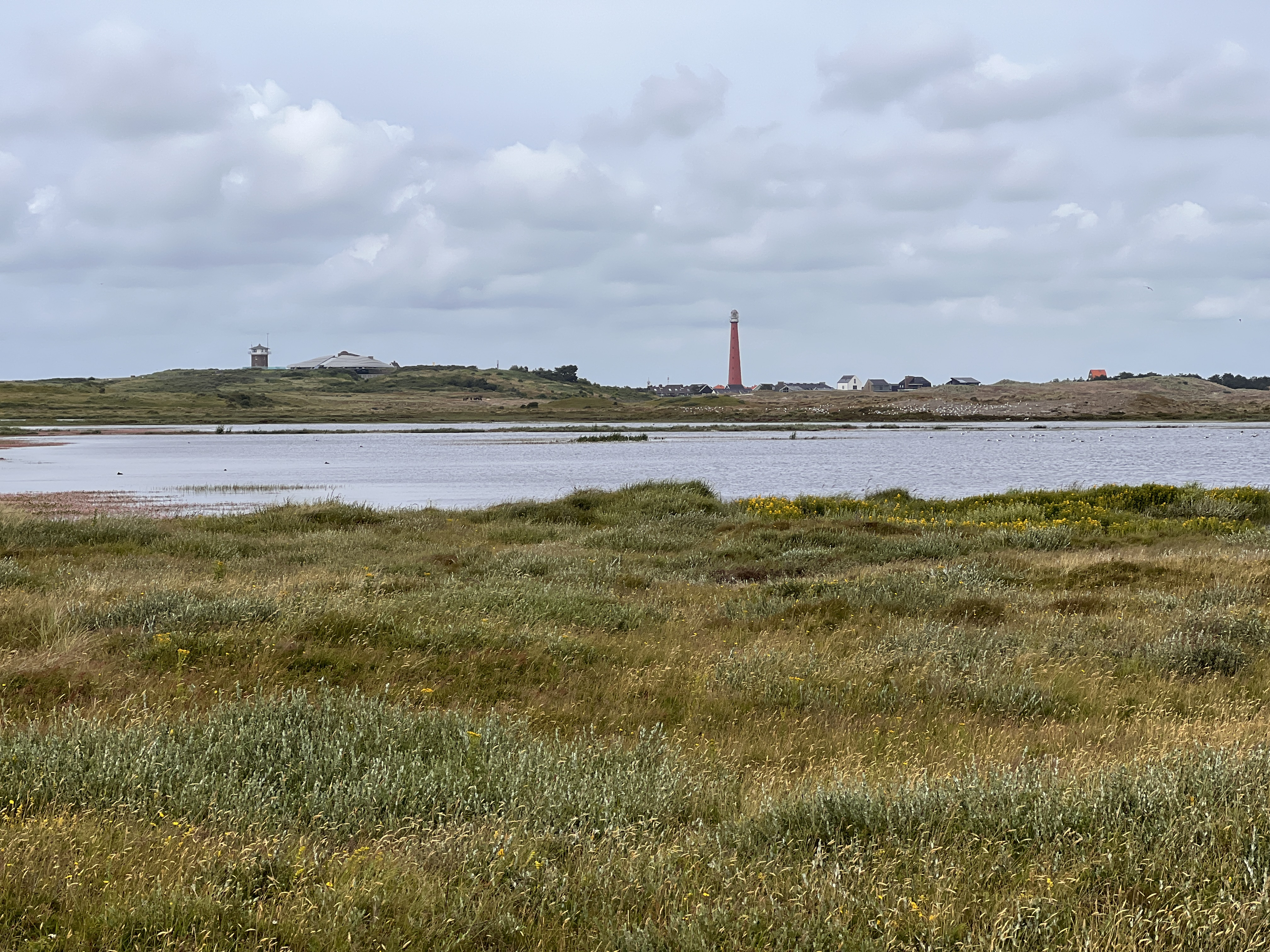
Zicht over Grafelijkheidsduinen en de Harmplas richting Huisduinen.

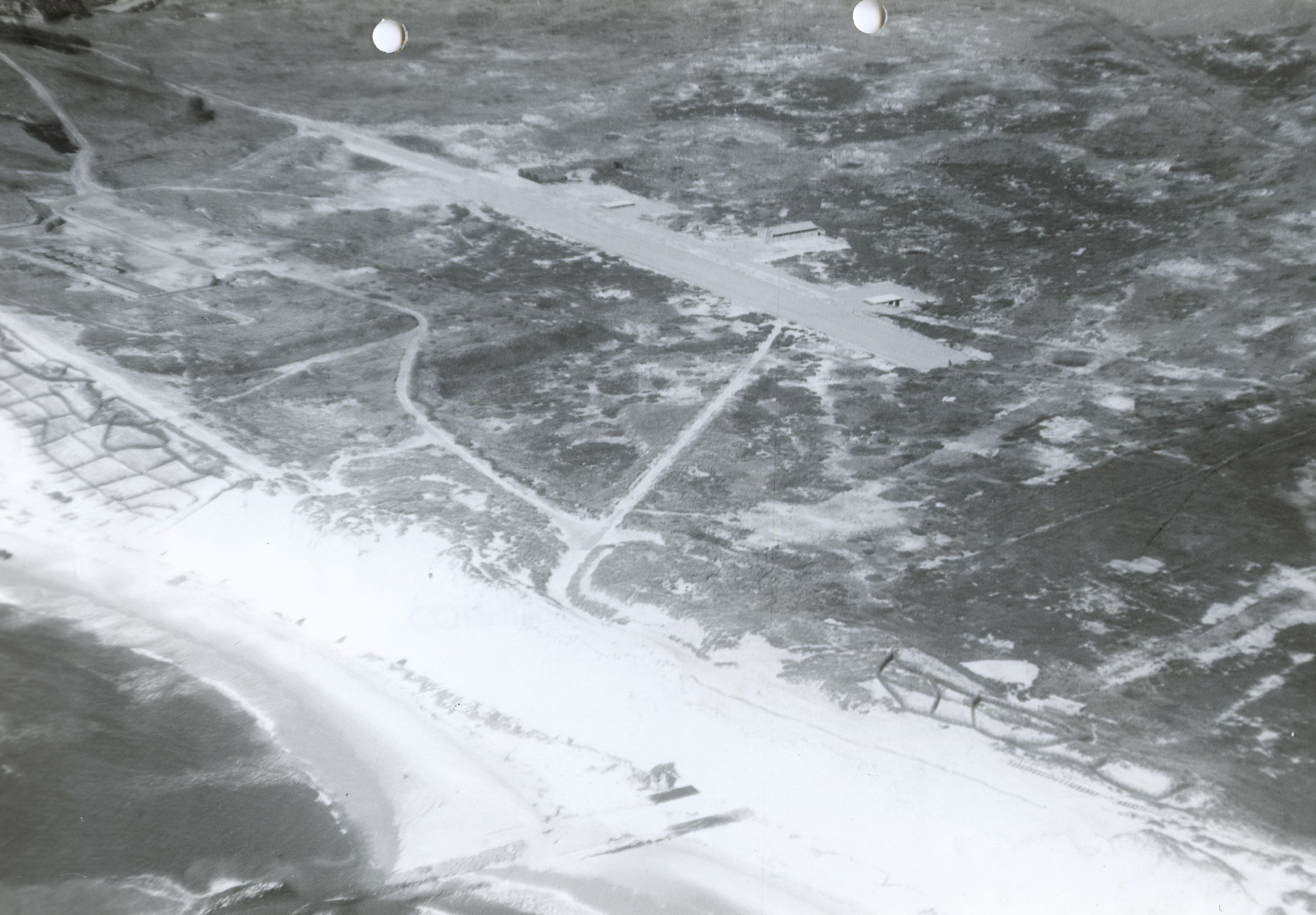
Luchtopname van de Grafelijkheidsduinen met goed zichtbaar de langgerekte opstelstrook van het luchtdoelartillerieschietkamp, 1951.

De Grafelijkheidsduinen is de naam van een duingebied ten westen van Den Helder en het vormt het meest noordelijke duingebied van het Nederlandse vasteland. Het heeft een oppervlakte van 100 hectare, waarvan zo'n 15% nat, en wordt beheerd door het Landschap Noord-Holland. De Grafelijkheidsduinen worden in het noorden begrensd door de Huisduinerpolder en in het zuiden door de Donkere Duinen. Het maakt deel uit van het Natura 2000-gebied Duinen Den Helder-Callantsoog.
Ooit vormde dit gebied de kern van het waddeneiland Huisduinen, wat uiteindelijk aan het vasteland is aangegroeid. Het gebied ontleent zijn naam aan het feit dat het vroeger in bezit was van de Graven van Egmont.
In 1856 werd het gebied als waterwingebied in gebruik genomen. Er werd tot 1,2 miljoen m³ water per jaar gewonnen. Hierdoor daalde het waterpeil met zo'n 2,5 meter waardoor het gebied sterk verdroogde. In 1982 kwam aan de waterwinning een einde. Het grondwater steeg snel en in het midden van het gebied vormde zich een duinmeertje waardoor gewone dophei, waternavel en tormentil verschenen en er ook weer orchideeën gingen groeien.
Sinds 1881 werd het gebied ook als militair oefenterrein gebruikt. Uiteraard was het gebied strategisch van groot belang. Bunkers, bomkraters en een schietbaan wezen op deze activiteiten. Zo lag het schietterrein Kijkduin van het Luchtdoelartillerieschietkamp in het gebied. Nadat de activiteiten van Defensie al sterk waren afgenomen werden deze in de jaren 80 van de 20e eeuw geheel beëindigd.
Door al deze activiteiten was het gebied omheind en niet toegankelijk voor bezoekers.
In 1992 kwam het gebied in beheer bij het Landschap Noord-Holland. De bedoeling was om het gebied weer in een meer natuurlijke staat terug te brengen. In 1994 werd de voedselrijke bodemlaag in de laagste gedeelten afgeschraapt. Er kwamen grote grazers, drinkwaterputten en militaire overblijfselen werden verwijderd en overbodige hekken werden geslecht.
Het gebied is niet vrij toegankelijk, maar er is een observatiehut, een uitzichtpunt en een natuurpad ingericht. Ook worden er excursies in het gebied georganiseerd.